# 南雲吉則
南雲 吉則（なぐも よしのり、1955年8月1日 - ）は、日本の医師。博士（医学）。乳腺専門医。身長173cm、体重61kg。群馬県北群馬郡吉岡町出身。

## 概要
実家は江戸時代から続く群馬の薬問屋で、曾祖父の代から医家に変わった。父は日本の美容外科の草分けとして知られる南雲吉和。姉は歯科医師でタレントの佐藤由紀子。井伏鱒二の『本日休診』のモデルである南雲今朝雄は大叔父。子息や甥も医師。
森村学園初等科、駒場東邦中学校・高等学校を経て、東京慈恵会医科大学医学部を卒業。東京女子医科大学形成外科、癌研究会付属病院外科、慈恵医大学第一外科乳腺外来医長を経て、乳房専門のナグモクリニックを開業。
慈恵医大、近畿大学の非常勤講師、韓国東亞医科大学、中国大連医科大学の客員教授。現在、医療法人社団ナグモ会理事長、ナグモクリニック総院長。
40代半ばまでは実年齢より老けて見られるメタボリック体型であり、便秘や不整脈に悩まされる不健康体でもあったが、一日一食などの健康法を実施し、さらには独特の健康法を開発・実行して15kgのダイエットと50代にして30代に見られるほどのアンチエイジングに成功したとしている。
乳癌、形成外科、美容外科の各学会でセミナーを担当。ニュース番組では乳癌についてのコメンテーター役として活躍。「スッキリ!!」「情報ライブ ミヤネ屋」「人志松本の○○な話」「はなまるマーケット」などの番組に出演。テレビ東京「主治医が見つかる診療所」にて3年にわたってレギュラーを務める。
2015年、60歳以上の生き方が輝いている人として、「第1回プラチナエイジ授賞式」にてプラチナエイジストを受賞。
2016年時点で父は亡くなり、母は認知症にかかっていることを著書で告白している。

## 経歴
- 1955年（昭和30年）群馬県で生まれる。
- 1974年（昭和49年）駒場東邦高等学校を卒業する。
- 1981年（昭和56年）3月、東京慈恵会医科大学を卒業する。
- 同年4月、東京女子医科大学形成外科の研修医に赴任する。
- 癌研究会付属病院外科
- 慈恵医大学第一外科乳腺外来医長
- 1990年（平成2年）に、医療法人社団ナグモ会「ナグモクリニック」を開業する。
- 1994年（平成6年）6月に、東京慈恵会医科大学より博士（医学）を取得する[13]。

## 著書
- 『バスト・クリニック』日本エディターズ、1990年9月、ISBN 4-930787-03-3
- 『美しくなる秘訣 これからの美容医学』オリジン社、発売：主婦の友社、1991年12月、ISBN 4-07-937333-3
- 『ガンに勝つ法 セカンドオピニオンのすすめ ― 一人で悩まず他の医者にも診てもらおう』エール出版社、2001年3月、ISBN 978-4753920532
- 『ガン110番 ― 告知を受けたとき、まず開く本』(B&Tブックス)日刊工業新聞社、2001年11月、ISBN 978-4526048272
- 『乳ガン110番 ― あなたの不安を一日で解消』(B&Tブックス―ガン110番シリーズ)日刊工業新聞社、2004年3月、ISBN 978-4526052477
- 『あなたのがん治療本当に大丈夫? ― セカンドオピニオンQ&A』 共著：岩瀬哲,吉田和彦,嵯峨崎泰子、三省堂、2005年7月、ISBN 978-4385362175
- 『乳ガン110番 ― 最新国際ガイドラインをやさしく解説』(B&Tブックス)日刊工業新聞社、第2版、2005年12月、ISBN 978-4526055546
- 『先生、別の医者を紹介してください! 納得の医療を受けるための医師との賢いつき合い方(パンドラ新書)』共著：嵯峨崎泰子、日本文芸社、2006年8月、ISBN 978-4537254143
- 『乳がん大百科』主婦の友社、2008年10月10日、ISBN 978-4072592939
- 『錆びない生き方』PHP研究所、2009年5月23日、ISBN 978-4569708539
- 『乳癌百話』主婦の友社、2010年9月30日、ISBN 978-4072744246
- 『ゴボウ茶を飲むと20歳若返る! Dr.ナグモの奇跡の若返り術』ソフトバンククリエイティブ、2010年11月29日、ISBN 978-4797362138
- 『50歳を超えても30代に見える生き方 「人生100年計画」の行程表』(講談社プラスアルファ新書)講談社、2011年10月21日、ISBN 978-4062727389
- 『ごぼう力』(生活シリーズ)主婦と生活社、2011年12月7日、ISBN 978-4391632545
- 『ゴボウ茶若返りダイエット』朝日新聞出版、2011年12月20日、ISBN 978-4023310254
- 『若返り食堂』PHP研究所、2012年1月13日、ISBN 978-4569801957
- 『「空腹」が人を健康にする - 一日一食で20歳若返る!』サンマーク出版、2012年1月18日、ISBN 978-4763132024
- 『実年齢より20歳若返る!生活術』(PHP文庫)PHP研究所、2012年3月3日、ISBN 978-4569677958
- 『20歳若くなる! Dr.南雲流 若返りテクニック』(TJMOOK)宝島社、2012年3月16日、ISBN 978-4796696968
- 『20歳若く見えるために私が実践している100の習慣』中経出版、2012年3月22日、ISBN 978-4806143345
- 『Dr.ナグモの7日間若返りダイエット - 20歳若返り、15kg痩せる!』(ソフトバンク新書)ソフトバンククリエイティブ、2012年4月19日、ISBN 978-4797368628
- 『長生きしたい人は「鏡」を見なさい』(朝日新書)、朝日新聞出版、2012年6月13日、ISBN 978-4022734549
- 『20歳若返る! からだにいい実践レシピ』共著：ダニエラ・シガ、日本文芸社、2012年6月19日、ISBN 978-4537210224
- 『Dr.ナグモ式 永遠の美バイブル』ポプラ社、2012年7月12日、ISBN 978-4591130070
- 『50歳を超えても30代に見える食べ方』(講談社プラスアルファ新書)講談社、2012年7月20日、ISBN 978-4062727624
- 『命を託す主治医が見つかる!』共著：嵯峨崎泰子、日本文芸社、2012年8月、ISBN 978-4537259667
- 『カラダの中からキレイになる「Dr.ナグモ式」健康法』PHP研究所、2012年8月9日、ISBN 978-4569806044
- 『Dr.ナグモ×白澤教授の100歳まで20歳若く生きる方法』共著：白澤卓二、主婦と生活社、2012年8月31日、ISBN 978-4391141870
- 『「空腹」をチャンスに変える!ナグモ式食べ方革命 - 1日1快食で20歳若返る!』世界文化社、2012年9月8日、ISBN 978-4418124114
- 『眠るが勝ち』幻冬舎、2012年9月27日、ISBN 978-4344022539
- 『空腹が「生き方」を教えてくれる』サンマーク出版、2013年6月4日、ISBN 978-4763132673
- 『51歳からのナグモ式軽量化: 体を軽くして生き方を変える』小学館、2013年7月11日、ISBN 978-4093047067
- 『おっぱいバイブル: 南雲式メソッドで美しさも健康も手に入れる』小学館、2013年7月30日、ISBN 978-4093965231
- 『体の中から若返る! ナグモ食堂―健康レストラン「サルー」のおいしいレシピ』主婦の友社、2013年11月14日、ISBN 978-4072892657
- 『50歳からガクンと老けないために 今すぐやるべきこと』白澤 卓二(共著)、マガジンハウス、2013年12月19日、ISBN 978-4838726356
- 『「老けない人」になるもう一つの習慣』(青春新書プレイブックス)青春出版社、2013年12月21日、ISBN 978-4413210065
- 『Dr.南雲の華麗なる一日 人生が変わる! 驚異の若返り術』(TJMOOK)宝島社、2014年1月23日、ISBN 978-4800221636
- 『Dr.ナグモの「元気塾」医者いらずで生涯現役!－「男のミラクル健康習慣」』双葉社、2014年2月21日、ISBN 978-4575306279
- 『主治医が見つかる診療所 長生き健康法スペシャル 』共著：上山博康、丁宗鐵、秋津壽男、姫野友美、宝島社、2015年3月9日、ISBN 978-4800237415
- 『その健康常識は大間違い!「男のカラダ] 元気塾』双葉社、2015年3月21日、ISBN 978-4575308150
- 『やせたければ「いい油」オメガ3を摂りなさい (生活シリーズ) 』主婦と生活社、2015年6月19日、ISBN 978-4391637649
- 『大還暦～60歳から本気で若返る100の方法』大和書房、2015年7月24日、ISBN 978-4479783299
- 『エゴマオイルで30歳若返る』河出書房新社、2015年7月25日、ISBN 978-4309285306
- 『エゴマオイルで30歳若返るレシピ: オメガ3脂肪酸のチカラで、体、若々しく健やかに』河出書房新社、2015年8月20日、ISBN 978-4309285382
- 『Dr.南雲のがんや生活習慣病に負けない干しゴボウ健康術(日経BPムック)』日経BP社、2015年11月7日、ISBN 978-4822235321
- 『Dr.ナグモが大変身! 奇跡の家トレ (1日3分で体は変わる!)』マキノ出版、2016/2/15、ISBN 978-4837672296
- 『なぜ、一流の人は「集中力」が1日中続くのか? カリスマ外科医が教える脳と心の使い方』KADOKAWA、2016/3/1、ISBN 978-4046014221
- 『きれいカッコいいシニアになろう!―40歳から始める人生の変え方』主婦の友社、2016/4/13、ISBN 978-4074038442
- 『大切な人をがんから守るため 今できること 命の食事』主婦の友社、2016/5/25、ISBN 978-4074146352
- 『明るく前向きになれる 乳がんのお話100』主婦の友社、2016/9/27、ISBN 978-4074195848
- 『命の食事 最強レシピ - がんを寄せつけないからだを作る』ワニブックス、2017/1/26、ISBN 978-4847095399
- 『ドクター南雲の部屋とからだのお掃除術』WAVE出版、2017/7/20、ISBN 978-4866210698
- 『60歳を超えても40代に見える生き方 老化に勝ち続ける私の毎日』講談社、2018/2/22、ISBN 978-4062915052
- 『ボケない食事と習慣 Dr.南雲の認知症にならない方法』日本文芸社、2018/5/25、ISBN 978-4537261905
- 『夜やせ★健康! 水煮缶』主婦の友社、2018/6/29、ISBN 978-4074322541
- 『乳がんに負けない!あなたの命を守る食事』家庭栄養研究会 (編集)共著、食べもの通信社、2018/10/3、ISBN 978-4772677080
- 『ドクター南雲のこれが本物だ!』WAVE出版、2018/7/25、ISBN 978-4866211626
- 『新版　大切な人をがんから守るため 今できること 命の食事』主婦の友社、2019/10/2、ISBN 978-4074400416
- 『病気が逃げていく! 紫外線のすごい力』主婦の友社、2019/11/15、ISBN 978-4074400584
- 『Dr.ナグモ式「一日一食」健康生活』大洋図書、2021/9/27、ISBN 978-4813083962
- 『体を冷やせば健康になる』光文社、2022/11/24、ISBN 978-4334953409

## 翻訳書
- 『あなたと乳ガン』共著：NIH,米国国立衛生研究所,米国国立保健研究所、翻訳：南雲吉則,吉田和彦、発行：ナグモ美容医学研究所、1991年6月
- 『最新・完全マニュアル 乳ガンの発見 ― もしものときに、どうすべきか』共著：NIH,米国国立衛生研究所,米国国立保健研究所、翻訳：南雲吉則,吉田和彦

祥伝社、1994年4月、ISBN 978-4396650100